# 革命社会主义者 (埃及)
革命社会主义者（阿拉伯语：‎）是埃及的一个托洛茨基主义组织。该组织成立于1995年。2011年埃及革命爆发不久后，该组织参与创建了泛左翼政党工人民主党。
该组织的意识形态是革命社会主义、托洛茨基主义、女性主义。该组织的政治立场是极左翼。该组织实行集体领导。该组织出版刊物《社会主义者》。该组织的总部位于吉萨。该组织是社会主义力量联盟的成员。